# Purmerland
Purmerland is een dorp in de gemeente Landsmeer, in de Nederlandse provincie Noord-Holland. Het ligt net ten zuiden van de Purmerend en ten noorden van Den Ilp. Tevens grenst het dorp aan Oostzaan, Wijdewormer en het Noordhollandsch kanaal. Het is een echt lintdorp met 425 inwoners (2023). Door Purmerland lopen fiets- en wandelpaden naar Natura 2000 natuurgebieden zoals Het Twiske en Groengebied Purmerland. Er zijn aangrenzende verbindingen met het Ilperveld en de Wijdewormer.

## Geschiedenis
Hoewel de tegenwoordige grootte het niet zou doen vermoeden, was Purmerland ooit een belangrijke plaats. Purmerland behoorde tot de Hoge heerlijkheid van Purmerend, Purmerland en Ilpendam. De man die centraal in het licht op de Nachtwacht van Rembrandt staat is Frans Banninck Cocq. Hij was burgemeester van Amsterdam, Heer van Purmerland, Ilpendam en kasteelheer van Ilpenstein. Deze plaatsen waren tijdens de Gouden Eeuw de graanschuur van Amsterdam. Mede omdat er vruchtbare grond ter beschikking was door het ontwateren van het veen. Door de eeuwen heen waren er meerdere bekende rijke heersers zoals Maria Overlander van Purmerland, Jacob de Graeff en Gerrit de Graeff. Door dat ontwateren klonk het veen sterk in, totdat het op het laag waterniveau van de Zuiderzee terecht kwam. Dit verlaagde niet alleen het land maar ook de belangrijke positie van Purmerland aanzienlijk. Wel bleef Purmerland een belangrijke tussenpost van de trekvaart tussen Amsterdam en Purmerend. Rond de twintigste eeuw vestigden zich meer rijke mensen uit omliggende steden, aangetrokken door de rust, ruimte en gunstige ligging ten opzichte van Amsterdam, Purmerend en Zaanstad. Na de aanleg van een nieuwe trekvaart (de Zesstedenweg) werd de trekvaart gedempt, maar er zijn nog steeds veel sloten en eilanden rondom het lintdorp. De vroegere kleine huisjes en boerderijen maken steeds meer plaats voor grotere villa's.

## Kerk

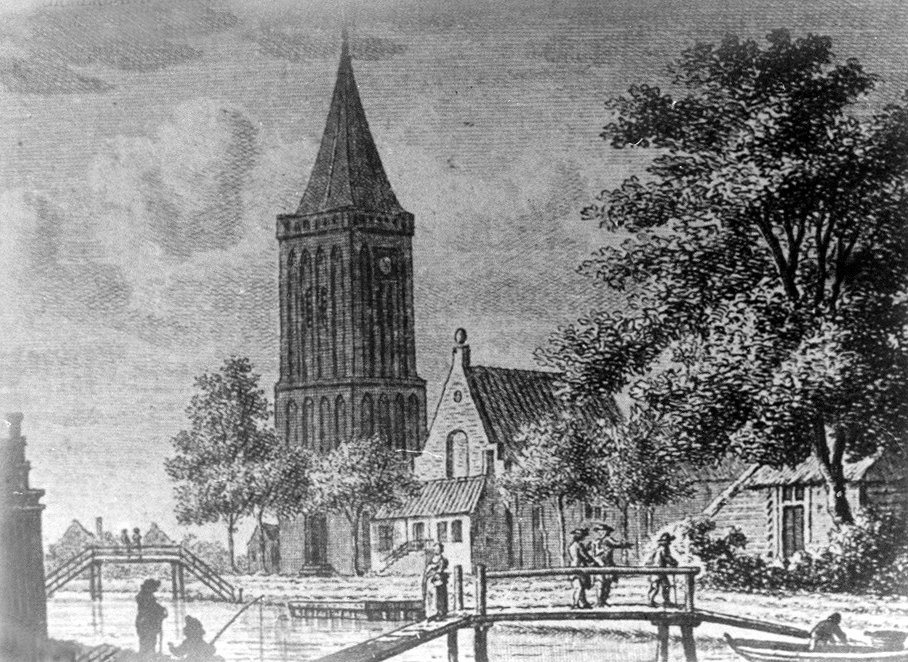
Purmerland, Kerk in 1780

De geschiedenis van de kerk in Purmerland gaat terug tot een parochie in de 14e eeuw. Rond 1573 werd Purmerland tijdens de Tachtigjarige Oorlog door Spaanse soldaten geplunderd en de kerk in brand gestoken. In de eeuwen daarna is de kerk, meerdere malen beschadigd door rampen zoals watersnood en storm. Gebrek aan financiële middelen hadden invloed op herstelwerkzaamheden door de eeuwen heen. Waardoor de hoogte- en vorm regelmatig veranderd werden. In 1894 werd de kerk wegens verzakkingen gesloopt en in 1897 herbouwd. Sinds 1941 heeft de kerktoren zijn huidige vorm. De luidklok dateert uit 1512. De laatste kerkdienst vond plaats in 2007. De kerk heeft nu een woonbestemming en is tevens aanzienlijk gerestaureerd. De voormalige pastorie is tegen over de kerk gevestigd.

## Sport
Purmerland beschikt over een voetbalclub SC Purmerland, die is opgericht in 1933. De voetbalclub is gevestigd op Sportpark Purmerland. En is tevens voorzien van kunstgrasveld en sportzaal.